# Montreal Amateur Athletic Association

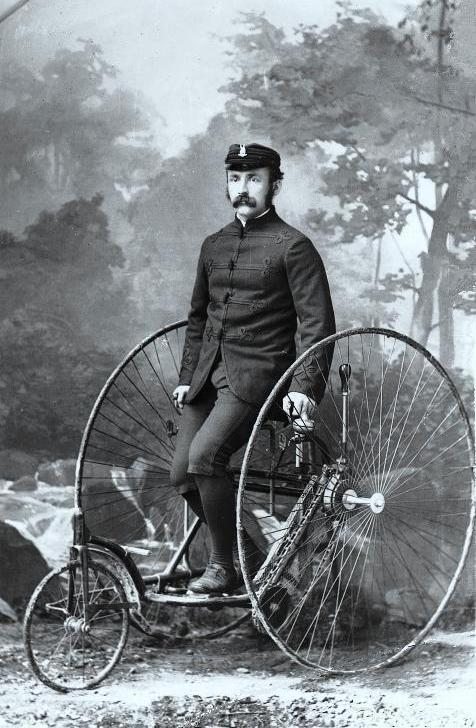
Mr. McLeod, Bicycle Club, Montreal, QC, 1885

Montreal Amateur Athletic Association bildades i juni 1881 i Montreal, Quebec, Kanada. Officiellt ändrades namnet till Club Sportif MAA eller bara MAA (Montreal MAA) 1999 efter en ekonomisk kris, men än i dag talar man om MAAA. Under sent 1800-tal och tidigt 1900-tal var man ett av de största idrottsförbunden i Kanada, och Nordamerika överhuvudtaget, med segrande lag i ishockeyns Stanley Cup och Grey Cup i kanadensisk fotboll, samt i cricket.